# Panzerchrist
I Panzerchrist sono una band death metal danese formata nel 1993 da Michael Enevoldsen (dopo aver lasciato gli Illdisposed) e dal celebre artista danese Lasse Hoile.

## Storia
I Panzerchrist, dopo aver registrato alcune demo, hanno firmato un contratto con la Serious Entertainment. Six Seconds Kill è stato pubblicato dalla Serious Entertainment nel 1996, pubblicando nel 1998 Outpost Fort Europa.
Nel 2000 sono entrati nell'organico il batterista Reno Killerich (ex Exmortem, Vile, ecc.) e Bo Summer (anche lui degli Illdisposed). Con i due nuovi membri in squadra la band ha registrato Soul Collector, caratterizzato dal tema della Seconda Guerra Mondiale e da testi in tedesco. Soul Collector è stato pubblicato da Mighty Music nel 2000.
Nel 2002 alla band si sono uniti Frederik O'Carroll e Rasmus Henriksen, e quindi hanno iniziato a lavorare su Room Service, che comprendeva composizioni ancora più brutali e veloci, inclusa una cover del classico dei Metal Church. Room Service è stato registrato presso gli "Antfarm Studios" di Tue Madsen (The Haunted, Illdisposed, Mnemic ecc.) ed è stato pubblicato dalla Mighty Music nel 2003. Ogni canzone dell'album "Room Service" termina con le parole "Death, forever panzer", tranne la canzone "Metal Church", che è una cover.
Nel 2006 il batterista dei Panzerchrist Killerich e Karina Bundgaard, ora alle tastiere, si sono riuniti per la registrazione di Battalion Beast, che è stato pubblicato dalla Neurotic Records nel 2006.
Nella primavera del 2008 il cantante dei Panzerchrist Bo Summer è stato sostituito da un cantante noto solo come "Johnny". Inoltre, i Panzerchrist, che in precedenza erano stati un gruppo rigorosamente in studio, avevano pianificato di apparire dal vivo.
Il gruppo comprende membri di band danesi e norvegesi come Mercenary, Chainfist, Allfader e Illdisposed .
Nel 18 aprile 2011, la band ha pubblicato l'album Regiment Ragnarok. A questo ha fatto seguito due anni dopo, nel luglio 2013, l'album 7th Offensive.

## Discografia
- Forever Panzer demo 1995
- Six Seconds Kill (Album, Serious, 1996)
- Outpost Fort Europa (Album, Serious, 1998)
- Soul Collector (Album, Mighty Music, 2000)
- Room Service (Album, Mighty Music, 2003)
- Battalion Beast (Album, Neurotic Records, 2006)
- Bello (Compilation, Mighty Music, 2007)
- Himmelfartskommando (Compilation, Mighty Music, 2008)
- Regiment Ragnarok (Album, Listenable Records, 2011)[4]
- 7th Offensive (Album, Listenable Records, 2013)[5]

## Formazione
- Søren "Sindsyg" Tintin Lønholdt - voce (2013-presente)
- Nils Petersen - chitarra (2012-presente)
- Michael "Panzergeneral" Enevoldsen - batteria (1994-2000), tastiere (1998-2006, 2011-presente), basso (2003-presente)
- Simon Schilling - batteria (2013-presente)